# Мензель-Камель
Мензель-Камель (араб. منزل كامل) — місто в Тунісі у регіоні Сахель. Входить до складу вілаєту Монастір. Станом на 2004 рік тут проживало 7 882 осіб.

## Видатні уродженці
- Хамді Наггез (1992) — туніський футболіст.

| Туніс | Це незавершена стаття з географії Тунісу. Ви можете допомогти проєкту, виправивши або дописавши її. |